# Geoff Ogilvy

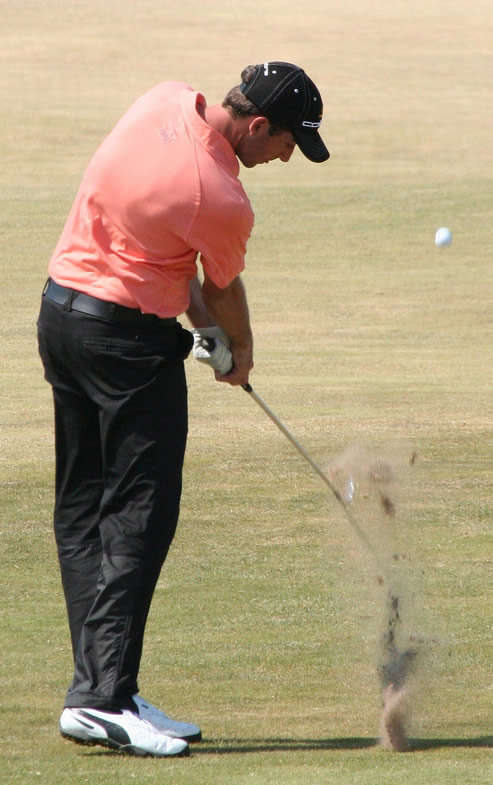
Geoff Ogilvy

Geoff Ogilvy, född 11 juni 1977 i Melbourne i Australien, är en australisk golfspelare. Han har vunnit en majortävling och tre WGC-tävlingar.

## Biografi
Ogilvy föddes i Melbourne 1977 och blev proffs 1998. Han klarade European Tour Qualifying School 1999 vilket gav honom spelrättigheter på Europatouren, en tour han spelade på 1999 och 2000. Ogilvy klarade år 2001 PGA Tour Qualifying School vilket gav honom spelrättigheter på den amerikanska PGA Touren. Han slutade top-100 på PGA Tourens penninglista de kommande fem säsongerna, för att sedan vinna Chrysler Classic of Tucson år 2005. I februari året därpå, vann han över rutinerade Davis Love III i finalmatchen av WGC-Accenture Match Play Championship, för att vinna sin första WGC-tävling.
Ogilvy vann sin första och hittills enda majortävling i 2006 års US Open på Winged Foot Golf Club och blev då den första australiern att vinna en major sedan Steve Elkington 1995. Under den sista rundan av US Open, satte Ogilvy en 10 meter lång chipp från ruffen för par på det 71:a hålet, för att sedan på det 72:a hålet göra up-and-down för par, genom att sänka en nedsluttande 2 meter lång putt. Både Phil Mickelson och Colin Montgomerie behövde göra par på det 72:a hålet för att vinna över Ogilvy, eller bogey för särspel. Båda misslyckades dock; bägge spelarna gjorde dubbelbogey och förlorade med ett slag mot Ogilvy. Jim Furyk behövde par på det 72:a hålet för att dela med Ogilvy och hamna i ett särspel, men gör bogey.
År 2008 vann Ogilvy WGC-CA Championship, sin andra WGC-titel, med ett slag. I sin nästa tävling slutar han delad två i Shell Houston Open, vilket tar honom till en femteplats på världsrankingen. I februari 2009 vinner Ogilvy sin tredje WGC-tävling genom att besegra Paul Casey med 4&3 i finalmatchen av WGC-Accenture Match Play Championship.
Ogilvy vann 2014 Barracuda Championship, vilket blev hans första vinst sedan 2010.
Han var som bäst rankad 3:a i världen enligt den officiella världsrankingen.

## Meriter

### Majorsegrar
| År   | Mästerskap | Efter 54 hål | Vinstresultat   | Mot par | Segermarginal | Runners-up                                   |
| ---- | ---------- | ------------ | --------------- | ------- | ------------- | -------------------------------------------- |
| 2006 | U.S. Open  | 2 slag bakom | 71-70-72-72=285 | +5      | 1 slag        | Phil Mickelson, Colin Montgomerie, Jim Furyk |

### Segrar på PGA-touren
| Nr | Datum       | Tävling                                   | Vinstresultat            | Mot par | Segermarginal | Runner(s)-up                                 |
| -- | ----------- | ----------------------------------------- | ------------------------ | ------- | ------------- | -------------------------------------------- |
| 1  | 27 Feb 2005 | Chrysler Classic of Tucson                | 65-66-67-71=269          | -19     | Särspel       | Mark Calcavecchia, Kevin Na                  |
| 2  | 26 Feb 2006 | WGC-Accenture Match Play Championship     | 3 & 2                    | 3 & 2   | 3 & 2         | Davis Love III                               |
| 3  | 18 Jun 2006 | U.S. Open                                 | 71-70-72-72=285          | +5      | 1 slag        | Jim Furyk, Phil Mickelson, Colin Montgomerie |
| 4  | 24 Mar 2008 | WGC-CA Championship                       | 65-67-68-71=271          | -17     | 1 slag        | Jim Furyk, Retief Goosen, Vijay Singh        |
| 5  | 11 Jan 2009 | Mercedes-Benz Championship                | 67-68-65-68=268          | -24     | 6 slag        | Anthony Kim, Davis Love III                  |
| 6  | 1 Mar 2009  | WGC-Accenture Match Play Championship (2) | 4 & 3                    | 4 & 3   | 4 & 3         | Paul Casey                                   |
| 7  | 10 Jan 2010 | SBS Championship (2)                      | 69-66-68-67=270          | -22     | 1 slag        | Rory Sabbatini                               |
| 8  | 3 Aug 2014  | Barracuda Championship                    | 49 poäng (16-7-12-14=49) |         | 5 poäng       | Justin Hicks                                 |

### Vinster på PGA Tour of Australasia
- 2008 Australian PGA Championship
- 2010 Australian Open

## Lagtävlingar
- Presidents Cup (Internationella laget): 2007, 2009, 2011